# Župnija Šentjurij pri Grosupljem
Župnija Šentjurij pri Grosupljem je rimskokatoliška teritorialna župnija Dekanije Grosuplje Nadškofije Ljubljana.

## Matične knjige
Arhiv Nadškofije Ljubljana hrani naslednje matične knjige župnije Šentjurij pri Grosupljem:
- Krstne knjige: 1786-1812, 1812-36, 1836-68, 1868-98
- Poročne knjige: 1787-1815, 1816-69, 1870-1904
- Mrliške knjige: 1787-1812, 1812-44, 1845-84, In 1885-1948

### Farne spominske plošče
V župniji so postavljene Farne spominske plošče, na katerih so imena vaščanov iz okoliških vasi, ki so padli nasilne smrti na protikomunistični strani v letih 1942-1945. Skupno je na ploščah 59 imen.